# Waddycephalus
Waddycephalus is een geslacht van kreeftachtigen uit de klasse van de Ichthyostraca.

## Soorten
- Waddycephalus calligaster Riley & Self, 1981
- Waddycephalus komodoensis Riley & Self, 1981
- Waddycephalus longicauda Riley & Self, 1981
- Waddycephalus porphyriacus Riley & Self, 1981
- Waddycephalus punctulatus Riley & Self, 1981
- Waddycephalus radiata Riley & Self, 1981
- Waddycephalus scutata Riley & Self, 1981
- Waddycephalus superbus Riley & Self, 1981
- Waddycephalus teretiusculus (Baird, 1862)
- Waddycephalus vitiensis Heymons, 1932